# Devana

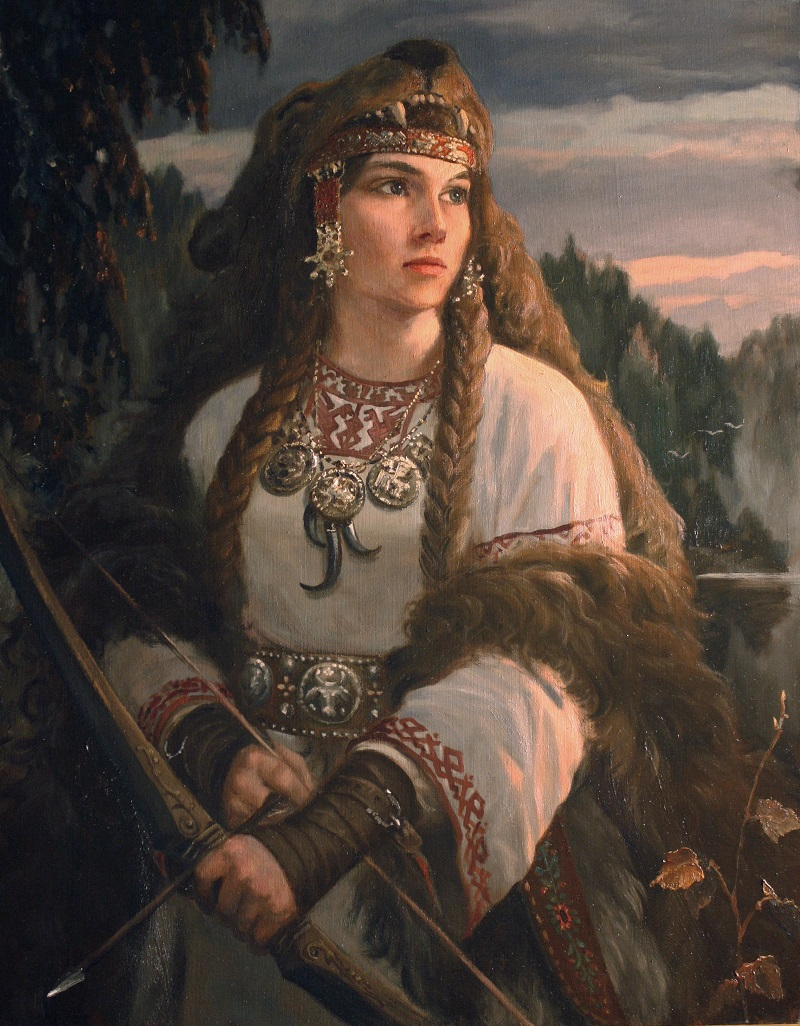
Devana od Andreje Šiškina

Devana (polsky Dziewanna, latinsky Dzewana), též Zevana (polsky Ziewanna) je podle raně novověkých polských kronik, jejichž autenticita je nejistá, bohyně ztotožňovaná s římskou Dianou (a řeckou Artemidou).

## Prameny
Poprvé je zmiňován kronikou Historiae Polonicae Jana Długosze sepsané v letech 1455–1480:
| „ | Dianu považovali podle pohanské víry za nevěstu i pannu zároveň, uctívali ji matky i panny věnci před jejími modlami.(...) Panství Lechitů vzniklo v krajině plné lesů a hájů, o kterých předci věřili, že je obývá Diana a že nad nimi uplatňuje svoji vládu, Cerera zas byla považována za matku a bohyni úrody, které ten kraj potřeboval dostatek, ty dvě bohyně zvali: Dianu v jejich jazyce Dzewanou a Cereru Marzanou a ty se těšily zvláštnímu kultu a všeobecné úctě... | “ |

Poté je zmiňována Matěj z Miechova, nejspíše inspirováným Długoszem, v Chronica Polonorum z roku 1519:
| „ | Dianu ctili jako Dzevanu a vzývali ji kvůli zdrženlivosti, při lovech a pro štěstí při líčení.... | “ |

Poslední zmínka pochází z Kroniky Polska, Litvy, Žmudě a celé Rusi Matěje Stryjkowského z roku 1582:
| „ | Dianu, bohyni lovu svým jazykem nazývali Ziewona nebo Dziewanna... | “ |

## Hypotézy
V počátcích zájmu o slovanskou mytologii byla Dzewana považována za autentické božstvo. Přispěla k tomu také jedna z falšovaných glos z 19. století ve staročeském slovníku Mater Verborum která označuje tuto bohyni pod jménem Děvana jako dceru Peruna a Letnice – Latony. V roce 1860 Ignác Jan Hanuš ve své studii Děva, zlatovlasá bohyně pohanských Slovanů vykládá jméno této bohyně z indoevropského výrazu pro světlo, bílou barvu a čistotu  a považuje ji za panenskou bohyni nebeského světla srovnatelnou s Ladou. Také ji spojuje se svátkem Hromnic.
Na počátku 20. století byla božstva zmiňována polskými kronikáři, včetně Dzewany, odmítnuta Aleksandrem Brücknerem, který je považoval za různá zvolání z lidových obřadních písní mylně ztotožněných s antickými božstvy. Podle Lubora Niederleho byla Dzewana ve skutečnosti obřadní figurína objevující se ve výročních slavnostech, stejně jako déle přetrvající Marzana – Morana. Že byla Dzewana známa v archaické či alespoň lidové tradici připouští také Michal Téra.
V polském jsou známy taky divé ženy obývající lesy, jejichž označení dziwoźona se podobá jménu této bohyně. V lužickém folklóru je známa Dźiwica, krásná panna která v poledne či v noci běhá po lesích se smečkou chrtů, ten kdo ji potkal onemocněl a do tří dnů zemřel. Dziewana je také vedle dziwizna polské označení pro  diviznu.